# 大阪狭山市立狭山中学校
大阪狭山市立狭山中学校（おおさかさやましりつ さやま ちゅうがっこう）は、大阪府大阪狭山市にある公立中学校。

## 沿革
1947年の学制改革の際、当時の南河内郡狭山村には狭山村立第一中学校・第二中学校の2中学校が創立した。第一中学校は狭山村立狭山小学校（現在の大阪狭山市立東小学校）、第二中学校は狭山村立三都小学校（現在の大阪狭山市立西小学校）に併設されていた。
狭山町の町制施行と同時の1951年4月1日付で、従来の第一・第二の両中学校を統合し、狭山町立中学校として創立した。当初は狭山町全域を校区としていたが、地域の生徒数の増加に伴って従来の校区の一部を南中学校・第三中学校の校区へと分離している。
- 1951年4月1日 - 狭山町立中学校として創立。
- 1972年4月1日 - 狭山町立南中学校（現在の大阪狭山市立南中学校）を分離。狭山町立狭山中学校に改称。
- 1981年 - 狭山町立第三中学校（現在の大阪狭山市立第三中学校）が開校したことに伴い校区変更。
- 1987年10月1日 - 大阪狭山市の市制施行により、大阪狭山市立狭山中学校に改称。

## 出身者
- 小谷祐喜 - サッカー選手
- 寺野伸一 - 陸上競技選手
- 小池徹平 - 俳優

## 交通
- 南海高野線 大阪狭山市駅 西へすぐ。